# Taj F.C. (Palau)
Taj FC là một câu lạc bộ bóng đá Palau thành lập năm 2012, thi đấu ở Giải bóng đá vô địch quốc gia Palau, giải bóng đá cấp độ cao nhất ở Palau.

## Lịch sử
Taj FC thành lập năm 2004 để thi đấu ở Giải bóng đá vô địch quốc gia Palau, khởi tranh cùng năm đó. Đội bóng giành vị trí á quân trong mùa giải đầu tiên tại Mùa giải Mùa xuân 2012.

## Danh hiệu
- Á quân Giải bóng đá vô địch quốc gia Palau: 1

2012 Mùa giải Mùa xuân.
Nguồn:

## Đội hình hiện tại
Tính đến 15 tháng 11 năm 2012
Ghi chú: Quốc kỳ chỉ đội tuyển quốc gia được xác định rõ trong điều lệ tư cách FIFA. Các cầu thủ có thể giữ hơn một quốc tịch ngoài FIFA.
| Số | VT | Quốc gia   | Cầu thủ |
| -- | -- | ---------- | ------- |
| 1  |    | México     | Armando |
| 2  |    | Nhật Bản   | Satosan |
| 3  |    |            | Olaide  |
| 4  |    | Ý          | Fabio   |
| 5  |    | Nhật Bản   | Syafui  |
| 6  |    | Nhật Bản   | Kintaro |
| 7  |    | Trung Quốc | Harry   |

| Số | VT | Quốc gia    | Cầu thủ |
| -- | -- | ----------- | ------- |
| 8  |    | Nhật Bản    | Futa    |
| 9  |    | Palau       | Dwight  |
| 10 |    | Nhật Bản    | Kazma   |
| 11 |    | Palau       | Tony    |
| 12 |    | Trung Quốc  | Will    |
| 13 |    | New Zealand | Stew    |

Nguồn: